# Alger
Alger (arabă الجزائر, al-Jazā’er; araba algeriană: دزاير, berberă: Dzayer, ⴷⵣⴰⵢⴻⵔ) este capitala  Algeriei și a provinciei Alger. Se situează în partea central-nordică a țării și este un important port la Marea Mediterană. În 2010 ONU estima că populația metropolitană era de 3.574.000 de locuitori.

## Nume
Numele orașului este deriviat din cuvântul Alger din limba franceză și limba catalană din numele arabic al-Jazāʾir (الجزائر), "Insulele". Acest nume se referă la originalele patru insule care formau coasta orașului înainte ca acestea să devină parte din țărmul principal în 1525. Al-Jazāʾir este în sine o formă truncată a numelui mai vechi al orașului Jazaʾir Banī Mazghanna (جزائر بني مزغانة), "Insulele lui Banu Mazghanna, Fiii lui Mazghana", folosit de către geografii medievali, precum Muhammed al-Idrisi și Yaqut al-Hamawi.
În antichitate, grecii știau orașul drept Ikósion (Grecă Antică:Ἰκόσιον), care a fost Latinizat drept Icosium sub conducerea romană. Grecii au explicat numele ca provenind din cuvântul lor pentru "douăzeci" (εἴκοσι, eíkosi), presupus pentru că a fost fondat de 20 de tovarăși ai lui [Heracle]] când a visitat munții Atlas pentru munciile sale.
Alger este știut și drept el-Behdja (البهجة, "Cei Veseli") sau "Alger cel Alb" (Franceză: Alger la Blanche), de la clădirile sale văruite, văzute ridicându-se din mare.

## Istoric
Așezat de-a lungul golfului Alger și colonizat pentru prima dată de fenicieni, a fost guvernat mai târziu de romani. A fost distrus de vandali în secolul al V-lea, dar a renăscut sub o dinastie berberă în secolul al X-lea. Când a fost amenințat de spanioli, la începutul secolului al XVI-lea, emirul a apelat la piratul otoman Barbarossa care i-a expulzat pe spanioli și a plasat Algerul sub dominația Imperiului Otoman. Algerul a devenit baza cea mai importantă a piraților Coastei Berbere pentru o perioadă de 300 de ani; în cele din urmă, activitățile lor au fost stopate de o armată americană condusă de Stephen Decatur. Francezii au cucerit orașul în 1830 și l-au transformat în cartierul general al imperiului lor colonial din Africa. În Al Doilea Război Mondial a devenit cartierul general al Aliaților din Nordul Africii și, pentru un timp, capitala provizorie a Franței. În anii 1950 a fost punctul central în campania pentru independența Algeriei. După obținerea acesteia, Alger a devenit centrul politic, economic și cultural al țării. 

## Geografie

### Districtele Algerului
- Cashab-ul (al Al Qasbah, "Citadela"), Districtul Ier al Alger: numit Al-Djazaïr Al Mahroussa ("Bine păstrat Alger"), este fondat pe ruinele vechiului Icosium. Este un oraș mic care, construit pe un deal, se duce în jos către mare, împărțit în două: orașul de sus și orașul de jos.
- Bab El Oued: La propriu, Poarta râului, popular district care se extinde de la Cashab, până la "poarta râului". Este districtul cel mai adorat și plăcut al capitalei. Faimos pentru piața lui cu "cele trei ceasuri" și pentru "piața Triplet".
- Marginea mării: din 1840, arhitecții Pierre-August Guiauchain și Charles Frédéric Chassériau au conceput clădiri noi în afară de Casbah, primărie, instanțe, clădiri, teatru, palatul guvernatorului, și casino, ca să formeze o alee elegantă mărginită de arcade care este astăzi bulevardul Che Guevara (înainte Bulevardul Republicii).
- Kouba: Kouba este un sat vechi care a fost absorbit de extinderea orașului Alger. Kouba s-a dezvoltat cu viteză în timpul erei Franței coloniale și apoi a continuat să crească datorită expensiunii demografice formidabile pe care Alger a văzut-o după independența Algeriei din 1962. Astăzi este un district din Alger care este, în mare parte, făcut din case, vile și blocuri care nu depășesc cinci etaje.
- El Harrach, o suburbie a lui Alger, este la vreo 10 kilometri la est de oraș.
- Comunele Hydra, Ben Aknoun, El-Biar și Bouzareah formează ceea ce locuitorii Algerului numesc "Înălțimile Algerului". Aceste comune adăpostesc majoritatea embasadelor străine, ale multor ministere și centre universitare, ceea ce îl face unul dintre centrele administrative și politice ale țării.
- Strada Didouce Mourad este localizată în cel de al treilea district din Alger. Se extinde de la oficiul poștal Grande pâna la Înălțimile Algerului. În special trece prin locul Audin, facultatea Alger, Inima Încoronată și Parcul Libertății (anterior Galland). Este mărginit de magazine și restaurante majoritatea lungimii sale. Este privit drept inima capitalei.

### Clima
Alger are o climă mediterană (clasificarea climei Köppen Csa). Aproprierea față de Marea Mediterană ajută în moderarea temperaturilor orașului. Drept rezultat, Alger, în mod normal, nu vede temperaturi extreme. În medie, Alger primește aproximativ 600 de milimetri de ploaie pe an, cea mai mare parte fiind văzută între octombrie și aprilie.
Zăpada este foarte rară; în 2012, orașul a avut 100 de milimetri de ninsoare, prima sa ninsoare in opt ani.
| Date climatice pentru Algiers (Houari Boumediene Airport ) 1976–2005 averages, extremes 1838–present         | Date climatice pentru Algiers (Houari Boumediene Airport ) 1976–2005 averages, extremes 1838–present | Date climatice pentru Algiers (Houari Boumediene Airport ) 1976–2005 averages, extremes 1838–present | Date climatice pentru Algiers (Houari Boumediene Airport ) 1976–2005 averages, extremes 1838–present | Date climatice pentru Algiers (Houari Boumediene Airport ) 1976–2005 averages, extremes 1838–present | Date climatice pentru Algiers (Houari Boumediene Airport ) 1976–2005 averages, extremes 1838–present | Date climatice pentru Algiers (Houari Boumediene Airport ) 1976–2005 averages, extremes 1838–present | Date climatice pentru Algiers (Houari Boumediene Airport ) 1976–2005 averages, extremes 1838–present | Date climatice pentru Algiers (Houari Boumediene Airport ) 1976–2005 averages, extremes 1838–present | Date climatice pentru Algiers (Houari Boumediene Airport ) 1976–2005 averages, extremes 1838–present | Date climatice pentru Algiers (Houari Boumediene Airport ) 1976–2005 averages, extremes 1838–present | Date climatice pentru Algiers (Houari Boumediene Airport ) 1976–2005 averages, extremes 1838–present | Date climatice pentru Algiers (Houari Boumediene Airport ) 1976–2005 averages, extremes 1838–present | Date climatice pentru Algiers (Houari Boumediene Airport ) 1976–2005 averages, extremes 1838–present |
| Luna | Ian                                                                                                  | Feb                                                                                                  | Mar                                                                                                  | Apr                                                                                                  | Mai                                                                                                  | Iun                                                                                                  | Iul                                                                                                  | Aug                                                                                                  | Sep                                                                                                  | Oct                                                                                                  | Nov                                                                                                  | Dec                                                                                                  | Anual                                                                                                |
| --- | --- | --- | --- | --- | --- | --- | --- | --- | --- | --- | --- | --- | --- |
| Maxima medie °C (°F)                                                                                         | 16.7 (62,1)                                                                                          | 17.4 (63,3)                                                                                          | 19.3 (66,7)                                                                                          | 20.9 (69,6)                                                                                          | 23.9 (75)                                                                                            | 28.2 (82,8)                                                                                          | 31.2 (88,2)                                                                                          | 32.2 (90)                                                                                            | 29.6 (85,3)                                                                                          | 25.9 (78,6)                                                                                          | 20.8 (69,4)                                                                                          | 17.9 (64,2)                                                                                          | 23,7 (74,7)                                                                                          |
| Media zilnică °C (°F)                                                                                        | 11.1 (52)                                                                                            | 11.7 (53,1)                                                                                          | 13.2 (55,8)                                                                                          | 14.9 (58,8)                                                                                          | 18.1 (64,6)                                                                                          | 22.2 (72)                                                                                            | 25.1 (77,2)                                                                                          | 26.0 (78,8)                                                                                          | 23.6 (74,5)                                                                                          | 20.1 (68,2)                                                                                          | 15.3 (59,5)                                                                                          | 12.6 (54,7)                                                                                          | 17,8 (64)                                                                                            |
| Minima medie °C (°F)                                                                                         | 5.5 (41,9)                                                                                           | 5.9 (42,6)                                                                                           | 7.1 (44,8)                                                                                           | 8.8 (47,8)                                                                                           | 12.3 (54,1)                                                                                          | 16.1 (61)                                                                                            | 18.9 (66)                                                                                            | 19.8 (67,6)                                                                                          | 17.6 (63,7)                                                                                          | 14.2 (57,6)                                                                                          | 9.8 (49,6)                                                                                           | 7.2 (45)                                                                                             | 11,9 (53,4)                                                                                          |
| Minima istorică °C (°F)                                                                                      | −3.3 (26,1)                                                                                          | −1.9 (28,6)                                                                                          | −1 (30,2)                                                                                            | −0.8 (30,6)                                                                                          | 2.6 (36,7)                                                                                           | 5.5 (41,9)                                                                                           | 9.0 (48,2)                                                                                           | 9.5 (49,1)                                                                                           | 8.2 (46,8)                                                                                           | 4.1 (39,4)                                                                                           | −0.1 (31,8)                                                                                          | −2.3 (27,9)                                                                                          | −3,3 (26,1)                                                                                          |
| Precipitații mm (inches)                                                                                     | 81.4 (3.205)                                                                                         | 72.7 (2.862)                                                                                         | 55.0 (2.165)                                                                                         | 58.4 (2.299)                                                                                         | 41.9 (1.65)                                                                                          | 8.5 (0.335)                                                                                          | 4.5 (0.177)                                                                                          | 8.2 (0.323)                                                                                          | 28.3 (1.114)                                                                                         | 58.8 (2.315)                                                                                         | 89.6 (3.528)                                                                                         | 91.0 (3.583)                                                                                         | 598,3 (23,555)                                                                                       |
| Umiditate [%]                                                                                                | 71                                                                                                   | 66                                                                                                   | 65                                                                                                   | 62                                                                                                   | 66                                                                                                   | 66                                                                                                   | 67                                                                                                   | 65                                                                                                   | 68                                                                                                   | 66                                                                                                   | 68                                                                                                   | 68                                                                                                   | 67                                                                                                   |
| Nr. de zile cu precipitații (≥ 0.1 mm)                                                                       | 11.4                                                                                                 | 10.6                                                                                                 | 9.7                                                                                                  | 9.1                                                                                                  | 7.3                                                                                                  | 2.5                                                                                                  | 1.5                                                                                                  | 2.5                                                                                                  | 5.3                                                                                                  | 8.6                                                                                                  | 11.1                                                                                                 | 12.1                                                                                                 | 91,7                                                                                                 |
| Ore însorite                                                                                                 | 139.5                                                                                                | 158.2                                                                                                | 207.7                                                                                                | 228.0                                                                                                | 300.7                                                                                                | 300.0                                                                                                | 353.4                                                                                                | 325.5                                                                                                | 267.0                                                                                                | 198.4                                                                                                | 153.0                                                                                                | 145.7                                                                                                | 2.777,1                                                                                              |
| Sursa nr. 1: World Meteorological Organization (temperaturiile și precipitațiile medii, 1976–2005)           | | | | | | | | | | | | | |
| Sursa nr. 2: Arab Meteorology Book (umiditatea și soarele), Meteo Climat (înregistează maximele și minimele) | | | | | | | | | | | | | |

## Guvernul
Orașul (și provincia) Alger este compusă din 13 districte administrative, acestea fiind și ele împărțite în 57 de comune, enumerate mai jos cu populațiile acestora, la 1998 și 2008:
| Nume                                 | Numele în arabă    | Populație (1998) | Populație (2008) |
| ------------------------------------ | ------------------ | ---------------- | ---------------- |
| Bab El Oued                          | باب الوادي         | 87,557           | 64,732           |
| Bologhine                            | بولوغين            | 43,283           | 43,835           |
| Casbah                               | القصبة             | 50,453           | 36,762           |
| Oued Koriche                         | وادي قريش          | 53,378           | 46,182           |
| Raïs Hamidou                         | الرايس حميدو       | 21,518           | 28,451           |
| Districtul Bab El Oued               |                    | 256,189          | 219,962          |
| Baraki                               | براقي              | 95,247           | 116,375          |
| Les Eucalyptus                       | الكليتوس           | 96,310           | 116,107          |
| Sidi Moussa                          | سيدي موسى          | 27,888           | 40,750           |
| Districtul Baraki                    |                    | 219,445          | 273,232          |
| Bir Mourad Raïs                      | بئر مراد رايس      | 43,254           | 45,345           |
| Birkhadem                            | بئر خادم           | 55,084           | 77,749           |
| Djasr Kasentina                      | جسر قسنطينة        | 82,729           | 133,247          |
| Hydra                                | حيدرة              | 35,727           | 31,133           |
| Saoula                               | سحاولة             | 31,388           | 41,690           |
| Districtul Bir Mourad Raïs           |                    | 248,182          | 329,164          |
| Birtouta                             | بئر توتة           | 21,808           | 30,575           |
| Ouled Chebel                         | أولاد الشبل        | 16,335           | 20,006           |
| Tessala El Merdja                    | تسالة المرجى       | 10,792           | 15,847           |
| Districtul Birtouta                  |                    | 48,935           | 66,428           |
| Ben Aknoun                           | بن عكنون           | 19,404           | 18,838           |
| Beni Messous                         | بني مسوس           | 17,490           | 36,191           |
| Bouzareah                            | بوزريعة            | 69,153           | 83,797           |
| El Biar                              | الأبيار            | 52,582           | 47,332           |
| Districtul Bouzaréah                 |                    | 158,629          | 186,158          |
| Aïn Bénian                           | عين البنيان        | 52,343           | 68,354           |
| Chéraga                              | الشراقة            | 60,374           | 80,824           |
| Dely Ibrahim                         | دالي إبرهيم        | 30,576           | 35,230           |
| El Hammamet                          | الحمامات الرومانية | 19,651           | 23,990           |
| Ouled Fayet                          | أولاد فايت         | 15,209           | 27,593           |
| Districtul Chéraga                   |                    | 178,153          | 235,991          |
| Aïn Taya                             | عين طاية           | 29,515           | 34,501           |
| Bab Ezzouar                          | باب الزوار         | 92,157           | 96,597           |
| Bordj El Bahri                       | برج البحري         | 27,905           | 52,816           |
| Bordj El Kiffan                      | برج الكيفان        | 103,690          | 151,950          |
| Dar El Beïda                         | الدار البيضاء      | 44,753           | 80,033           |
| El Marsa                             | المرسى             | 8,784            | 12,100           |
| Mohammedia                           | المحمدية           | 42,079           | 62,543           |
| Districtul Dar El Beïda              |                    | 348,883          | 490,540          |
| Baba Hassen                          | بابا حسن           | 13,827           | 23,756           |
| Douera                               | دويرة              | 41,804           | 56,998           |
| Draria                               | درارية             | 23,050           | 44,141           |
| El Achour                            | العاشور            | 19,524           | 41,070           |
| Khraicia                             | خراسية             | 17,690           | 27,910           |
| Districtul Draria                    |                    | 115,895          | 193,875          |
| Bachdjerrah                          | باش جراح           | 90,073           | 93,289           |
| Bourouba                             | بوروبة             | 77,498           | 71,661           |
| El Harrach                           | الحراش             | 48,167           | 48,869           |
| Oued Smar                            | وادي سمار          | 21,397           | 32,062           |
| Districtul El Harrach                |                    | 237,135          | 245,881          |
| El Magharia                          | المغارية           | 30,457           | 31,453           |
| Hussein Dey                          | حسين داي           | 49,921           | 40,698           |
| Kouba                                | القبة              | 105,253          | 104,708          |
| Mohamed Belouizdad (Hamma Annassers) | الحامة العناصر     | 59,248           | 44,050           |
| Districtul Hussein Dey               |                    | 244,879          | 220,909          |
| Haraoua                              | الهراوة            | 18,167           | 27,565           |
| Reghaïa                              | رغاية              | 66,215           | 85,452           |
| Rouïba                               | الرويبة            | 49,881           | 61,984           |
| Districtul Rouïba                    |                    | 134,263          | 175,001          |
| Alger Centre                         | الجزائرالوسطى      | 96,329           | 75,541           |
| El Madania                           | المدنية            | 51,404           | 40,301           |
| El Mouradia                          | المرادية           | 29,503           | 22,813           |
| Sidi M'Hamed                         | سيدي امحمد         | 90,455           | 67,873           |
| Districtul Sidi M'Hamed              |                    | 267,691          | 206,528          |
| Mahelma                              | محالمة             | 14,810           | 20,758           |
| Rahmania                             | الرحمانية          | 5,759            | 7,396            |
| Souidania                            | سويدانية           | 11,620           | 17,105           |
| Staoueli                             | سطاوالي            | 38,915           | 47,664           |
| Zéralda                              | زرالدة             | 33,047           | 51,552           |
| Districtul Zéralda                   |                    | 104,151          | 144,475          |
| Totaluri                             | الجزائر            | 2,562,428        | 2,988,145        |

## Patrimoniu mondial UNESCO

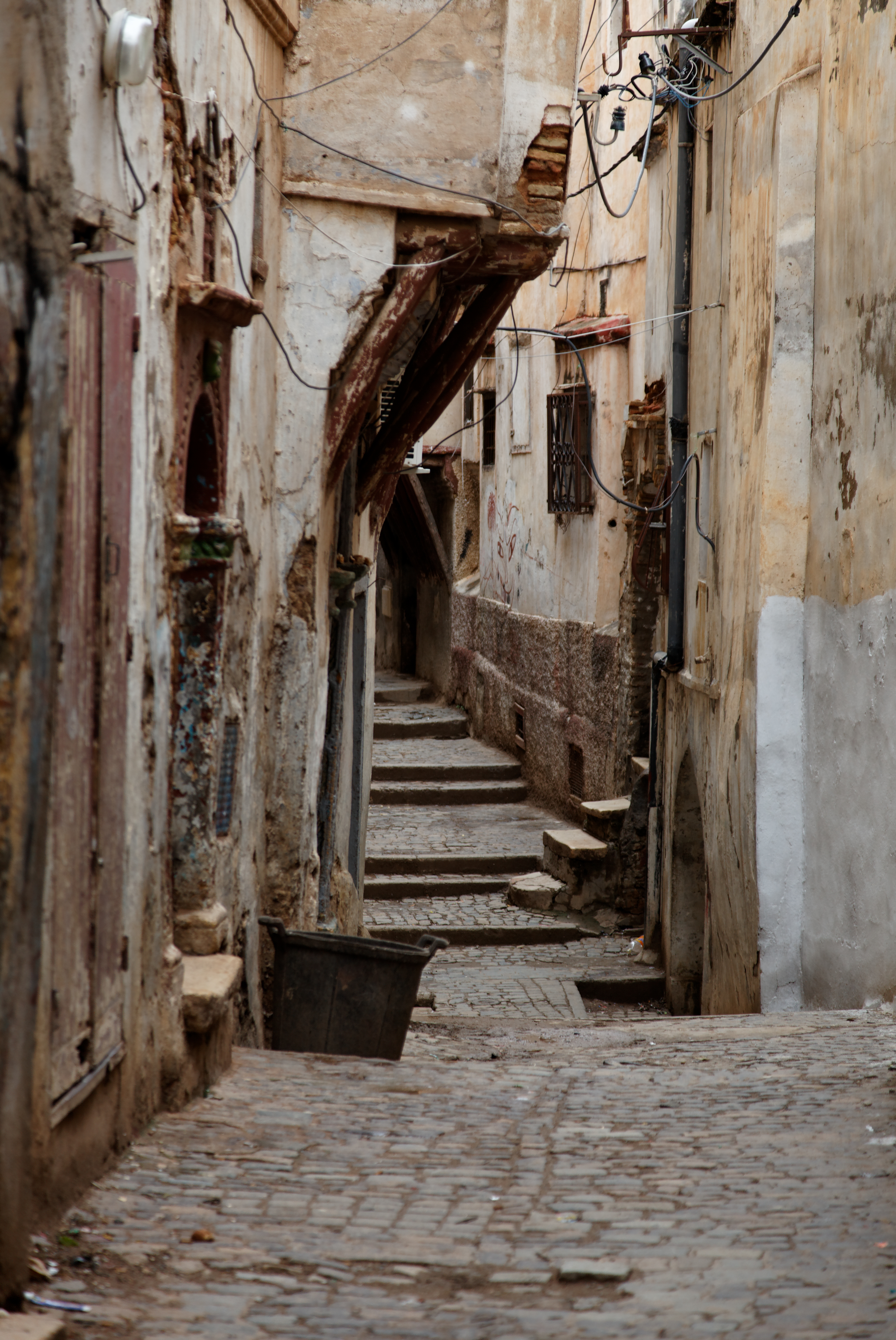
Casbah-ul din Alger

Casbah-ul (centrul urban vechi) a fost inclus în anul 1992 pe lista patrimoniului cultural mondial UNESCO.

## Personalități născute aici
- Édouard-Henri Avril (1849 - 1928), artist plastic;
- Jacques Derrida (1930 - 2004), filozof;
- Daniel Auteuil (n. 1950), actor;
- Éric de Cromières (1953 - 2020), om de afaceri.

## Galerie de imagini

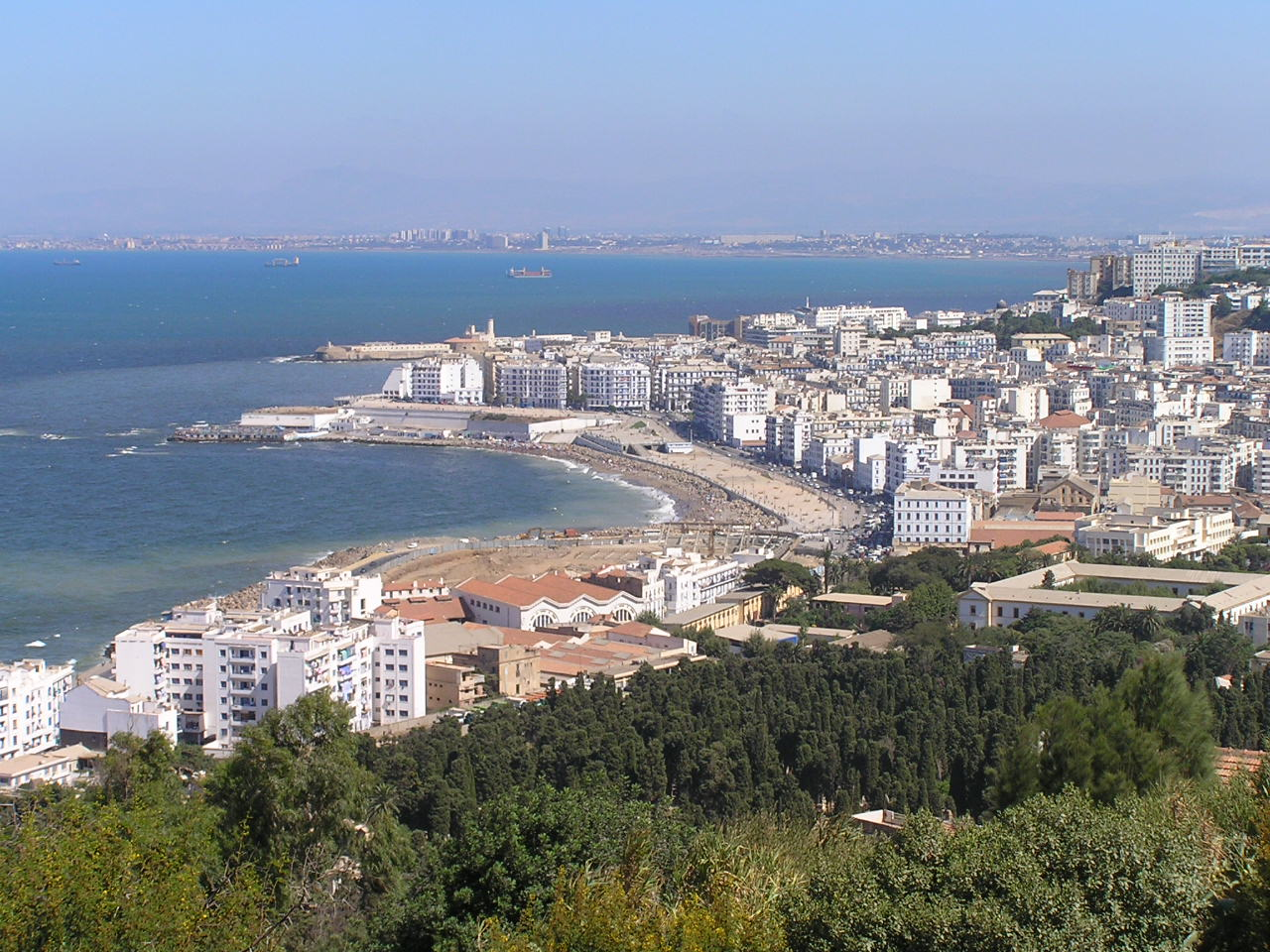
Alger
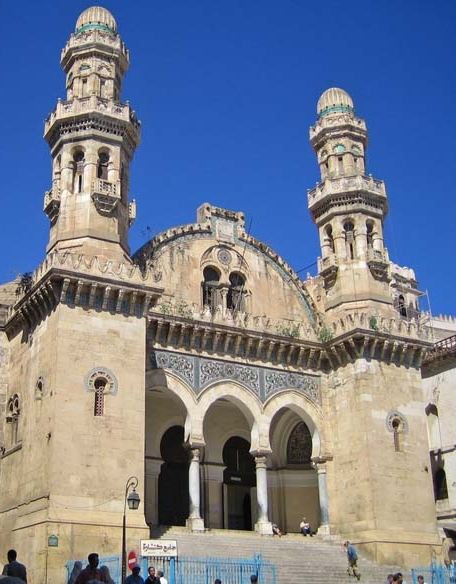
Moscheea Ketchaoua
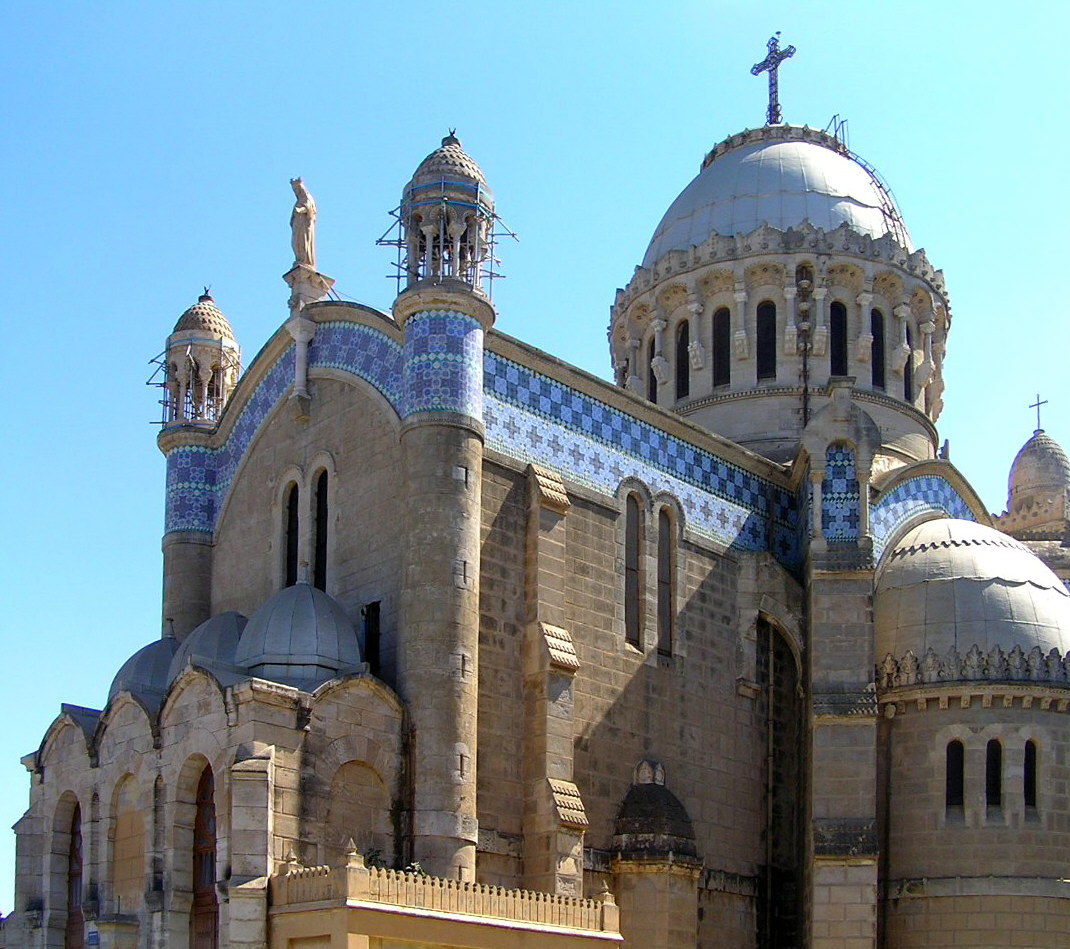
Basilica Notre Dame d'Afrique